# Cabildo de Montevidéu
O Cabildo de Montevidéu é um edifício da época colonial localizado na Praça Constituição de Montevidéu, no Uruguai. Foi construído como sede da administração da cidade (cabildo colonial) a partir de 1804, época em que Montevidéu era parte do Vice-Reino do Rio da Prata.
Em estilo neoclássico, foi projetado pelo arquiteto espanhol Tomás Toribio, formado na Real Academia de San Fernando, em Madri. Os trabalhos duraram de 1804 a cerca de 1812. Desde essa época foi um ponto político e histórico de muita importância na cidade. Em 1830, o primeiro presidente do Uruguai, Fructuoso Rivera, prestou juramento no Cabildo, tradição que seria seguida pelos demais presidentes durante 90 anos.
Em 1958 o Cabildo foi convertido em arquivo e museu ("Museo y Archivo Histórico Municipal Cabildo").